# Fiat 124 Spider
Pour les articles homonymes, voir Fiat 124 (homonymie).
La Fiat 124 Spider est un roadster produit par le constructeur automobile italien Fiat, à partir du projet commun développé avec le constructeur japonais Mazda. Elle partage sa plateforme avec la Mazda MX-5 mais dispose d'une carrosserie et de motorisations spécifiques. Le moteur 1,4 L MultiAir est importé d'Italie pour être assemblé à Hiroshima sur la chaîne de production de sa cousine japonaise.
Elle a été présentée en avant première le 18 novembre 2015 puis officiellement au Salon de Los Angeles en novembre 2015 et est commercialisée de juillet 2016 à fin 2019.
Sa ligne s'inspire de celle de son ancêtre, la Fiat 124 Sport Spider de 1966.

## Historique
- Novembre 2015 : présentation officielle au Salon de l'automobile de Los Angeles.
- Mai 2016 : commercialisation en avant-première de la version « Anniversary ».
- Juin 2016 : livraison des premiers modèles (Anniversary et Lusso Plus).
- Juillet 2016 : lancement de la commercialisation.
- Septembre 2016 : commercialisation de la version Abarth.
- Novembre 2019 : après 3 ans et demi de commercialisation, Fiat et Abarth stoppent la production de la 124 Spider, avec environ 35 000 exemplaires vendus.

### Ventes
Ventes Fiat et Abarth 124 Spider :
- 2016 : 3 717 (Europe)[4] + 2 475 (États-Unis)[5] ;
- 2017 : 7 831 (Europe)[4] + 4 478 (États-Unis)[5] ;
- 2018 : 7 637 (Europe)[4] + 3 515 (États-Unis)[5] ;
- 2019 : 4 717 (Europe)[4] + 2 644 (États-Unis)[5] ;
- 2020 : 76 (Europe)[4] + 1 711 (États-Unis)[5] ;
  - Total : 23 978 unités en Europe + 14 823 unités en Amérique du Nord.

Soit plus de 36 500 unités environ pour ces deux régions, et probablement aux alentours de 40 000 dans le monde.

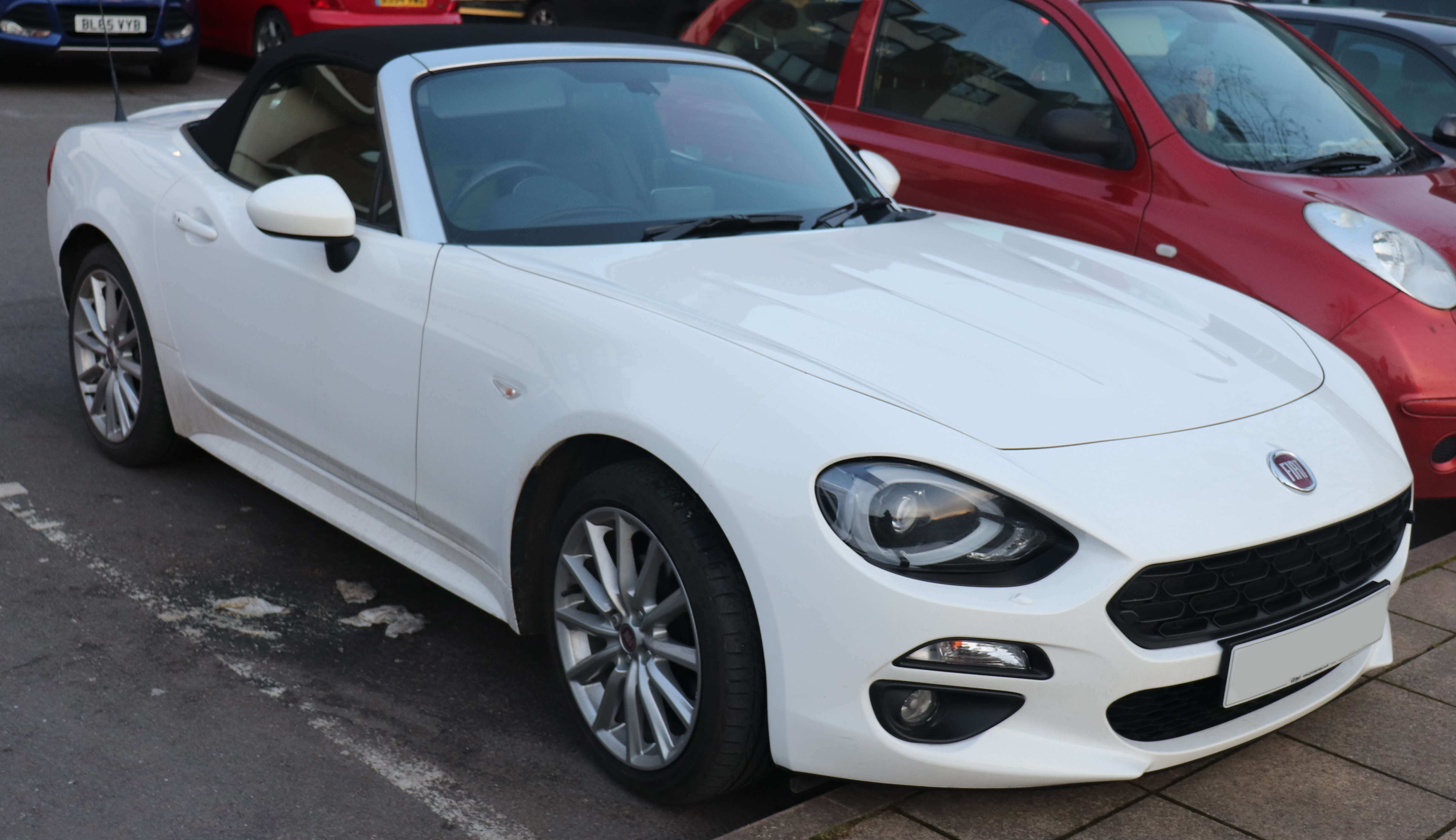
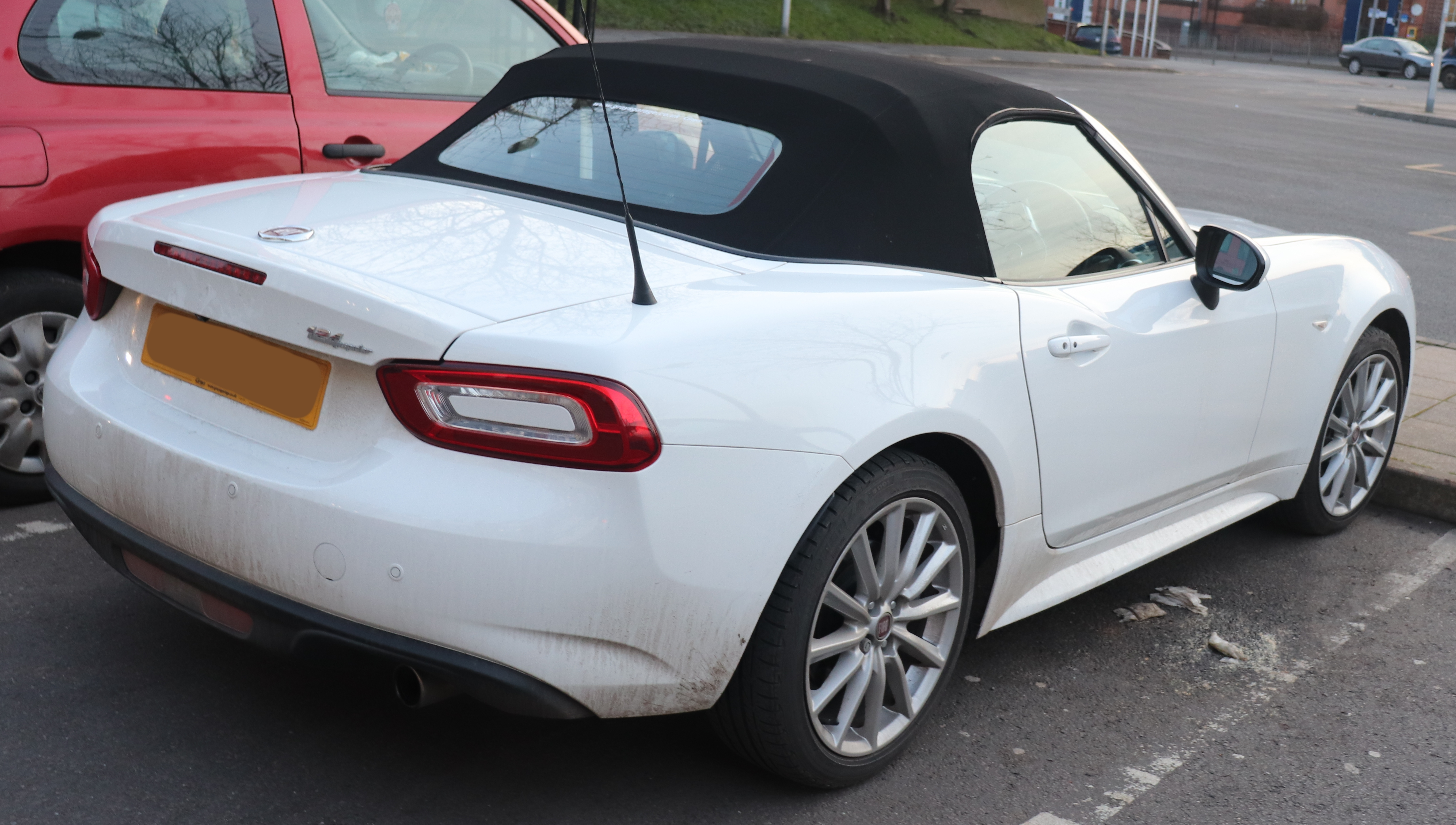

## Les différentes versions

### Modèles de base
124 Spider ; 124 Spider USA
- Voir : Motorisations.

### Version spécifiques
Abarth 124 Spider
- Voir : Abarth 124 Spider.

Abarth 124 Rally

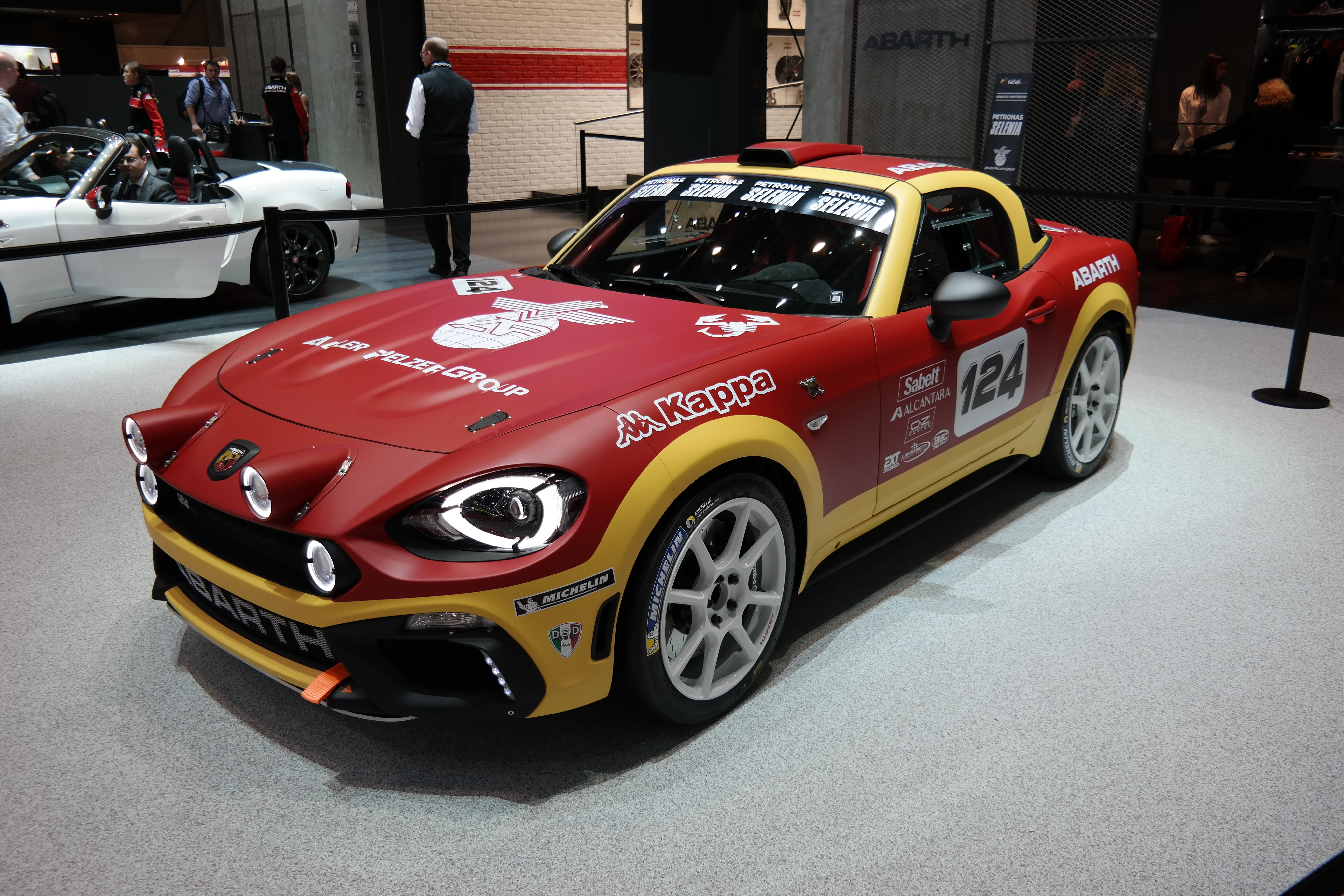
Abarth 124 Rally.

Véhicule non homologué pour la route, réservé à un usage en compétition, a participé au Rallye de Rome en septembre 2016. Trois voitures sont engagées au Monte-Carlo 2017. Moteur Fiat-Abarth 1,8 L turbo de 300 ch.

### Les séries spéciales
124 Spider "Anniversary"
Série limitée à 124 exemplaires pour l'Europe continentale (24 pour la France, 6 pour le Benelux, 6 pour la Suisse…), elle assure le lancement de la voiture et célèbre le 50e anniversaire du modèle initial, exclusivement en teinte "rosso passione" et cuir noir. Elle se distingue de la version Lusso Plus par ses coques de rétroviseurs de teinte acier poli (comme la baie de pare-brise et les arceaux d'appui-tête), son sigle "124" chromé sur fond rouge apposé sur sa grille de calandre et par sa plaque numérotée apposée entre les 2 dossiers dans l'habitacle. Elle dispose d'office des options audio Bose et des sièges chauffants en plus de l'équipement pléthorique de la version la plus luxueuse (navigateur GPS, caméra de recul, full led, cuir…). Uniquement disponible en boîte manuelle à 6 rapports.
124 Spider "America"
Série limitée à 50 exemplaires seulement sur le marché français, cette série spéciale 124 Spider "America" a été dévoilée à l'exposition Mondial de l'Automobile de Paris en septembre 2015. Elle s'inspire de la Fiat 124 Spider "America" des années 1980 qui a été lancée à l'époque, pour célébrer les 50 ans de la carrosserie Pininfarina. La nouvelle version se distingue par sa peinture bronze magnétique, ses coques de rétroviseurs couleur argent, un intérieur « cuir tabac » et sa plaque numérotée. Elle est également équipée de jantes de 17 pouce mais d'un dessin qui rappelle celles de son aïeule, à 4 branches, et d'un porte-bagages arrière métallique. Tout comme les séries spéciales, elle a un badge « 124 » de teinte dorée. Uniquement disponible en boîte automatique à 6 rapports.
124 Spider "Europa"
124 Spider "S-Design"
Cette 124 Spider, présentée au salon de Genève en mars 2018, reçoit un montant de pare-brise et des coques de rétroviseurs d'aspect acier poli. Elle se reconnaît aussi à ses jantes 17 pouces couleur anthracite spécifiques, au drapeau italien ajouté sur la malle et aux bandes rouges sur les côtés. Les clients ont le choix entre boîte manuelle ou automatique,.
124 Spider "Rally Tribute"
Série limitée à 124 exemplaires. Jantes blanches de 17 pouces en finition Racing White. Coques de rétroviseurs et lame avant de couleur gris bronze avec la carrosserie rouge, ou de couleur rouge avec la carrosserie blanche.

## Caractéristiques

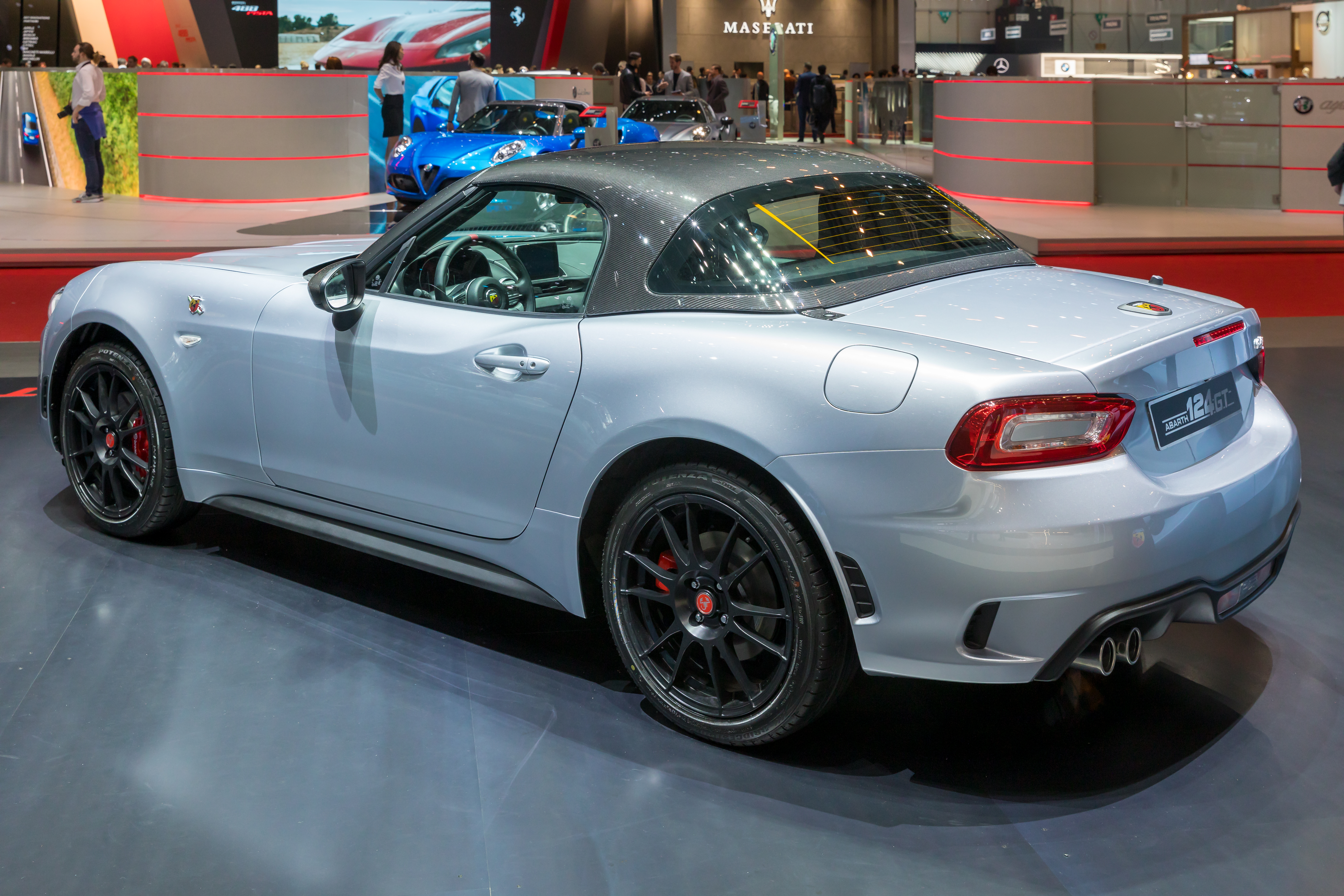
124 Spider GT.

### Motorisations
La Fiat 124 Spider a deux motorisations différentes de quatre cylindres lors de son lancement (en essence uniquement). Elles sont encore disponibles.
- le MultiAir quatre cylindres en ligne à injection indirecte de 1,4 litre avec turbocompresseur développant 140 (Europe) et 160 ch (USA).

| Modèle                                          | Construction      | Moteur + Nom                       | Cylindrée         | Performance                    | Couple                 | 0 à 100 km/h | Vitesse maxi | Consommation + CO2    |
| 124 Spider (boite manuelle)                     | 07/2016 - 11/2019 | 4 cylindres en ligne Fiat MultiAir | 1 368 cm3 (1,4 L) | 103 kW (140 ch) à 5 000 tr/min | 240 N m à 2 250 tr/min | 7,5 s        | 215 km/h     | 6,4 l/100 km 148 g/km |
| 124 Spider USA* (boite manuelle ou automatique) | 07/2016 - 11/2019 | 4 cylindres en ligne Fiat MultiAir | 1 368 cm3 (1,4 L) | 119 kW (160 ch) à 5 500 tr/min | 250 N m à 2 500 tr/min |              |              |                       |

* : les caractéristiques détaillées de la version USA sont consultables ICI.

### Mécanique
La suspension avant est à double triangulation et l'arrière à multibras. La boîte de vitesses est à 6 rapports manuelle ou automatique.
La manœuvre de la capote est manuelle, en 3 secondes, d'une main depuis le poste de conduite.

### Finitions

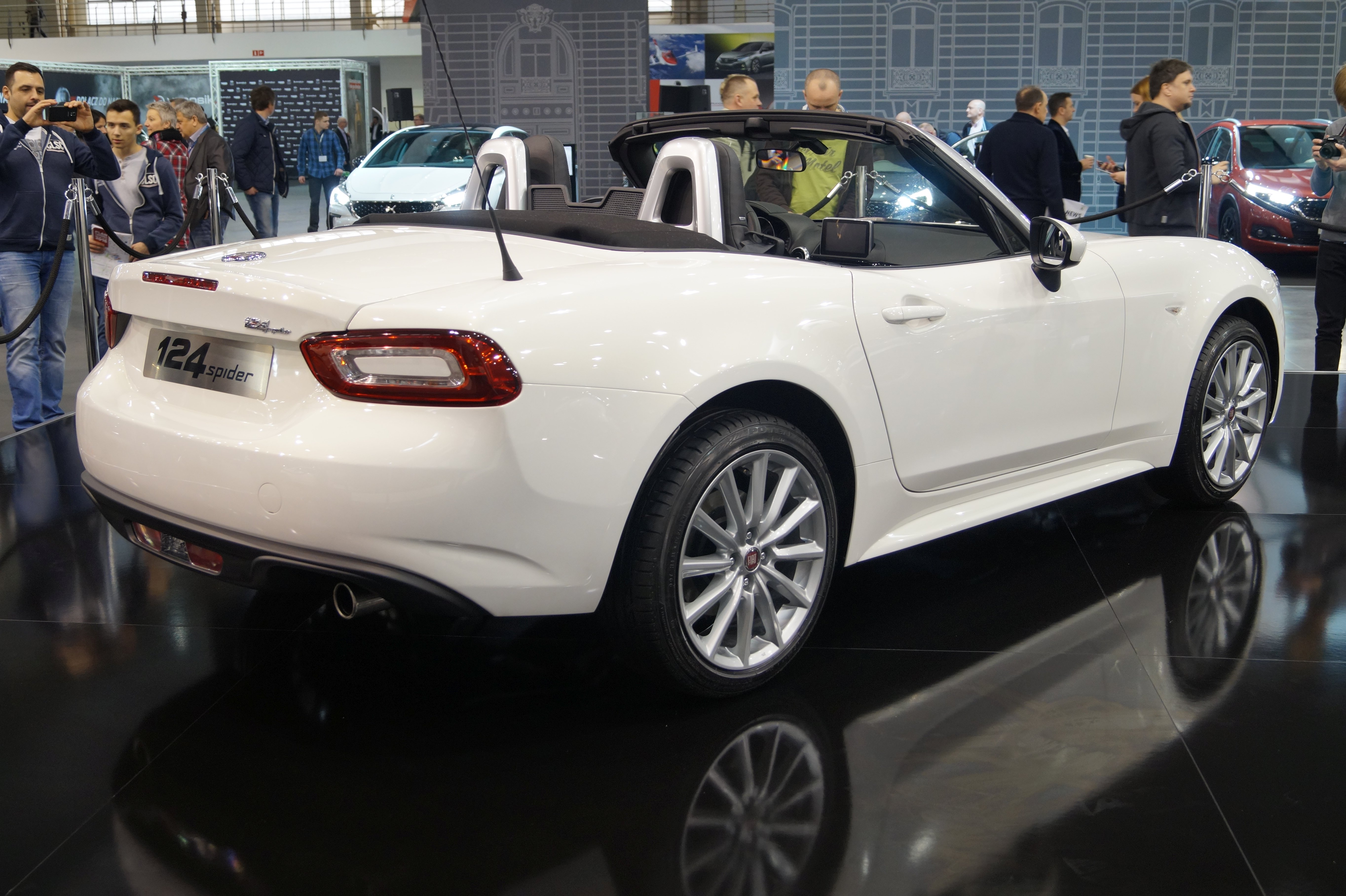
Peinture Blanc Gelato.

De base, l'équipement est déjà assez fourni, et la présentation très soignée. En dehors du logo Fiat, l'habitacle est identique à celui de la Mazda MX-5 (ND) :
- Base : climatisation manuelle, jantes alu 16 pouces, coques de rétroviseurs et montant de pare-brise de teinte carrosserie, projecteurs halogènes, sièges tissus, volant cuir...
- Lusso : climatisation automatique, jantes alu 17 pouces, montant de pare-brise et arceaux effet chrome, projecteurs halogènes, antibrouillard avant, sièges cuir, volant cuir, chrome aux 2 sorties d'échappement...
- Lusso Plus : allumage automatique des feux, caméra de recul, navigation, essuie-glaces automatique, feux full LED directionnels et adaptatifs, lave-projecteurs, pommeau gainé de cuir, ouverture sans clé...

### Options et accessoires
Principales options
Peinture métallisée ou nacrée, sièges chauffants, système audio Bose avec haut-parleurs intégrés dans les appuis-têtes, capteurs de recul.
Accessoires
Housse de protection, galerie de coffre (porte bagages), repose-pied en aluminium, filet de coffre, porte-gobelets… et divers accessoires de personnalisation.
Peintures
Rouge Passion ; Blanc Gelato ; Blanc Ghiaccio ; Gris Argento ; Gris Moda ; Bleu Italia ; Bronze Magnetico ; Noir Vesuvio.

## Abarth 124 Spider
L'Abarth 124 Spider est un roadster cabriolet sportif dérivé de la version de base, la Fiat 124 Spider.

### Présentation
Elle été présentée en avant première au Salon de l'automobile de Genève en mars 2016 et lancée le 6 juin 2016, en Italie. Sa commercialisation sur les marchés d'exportation a débuté en septembre 2016. La production est stoppée en décembre 2019. Entre sa commercialisation française en 2016 et la fin du mois de novembre 2019, la Fiat 124 Spider s'est écoulée à environ 1 700 exemplaires dans l'hexagone dont 375 sous la marque Abarth. Sur ces 375 Abarth 124 Spider, uniquement 130 sont en boite manuelle d'où une cotation très élevée[réf. souhaitée]. 

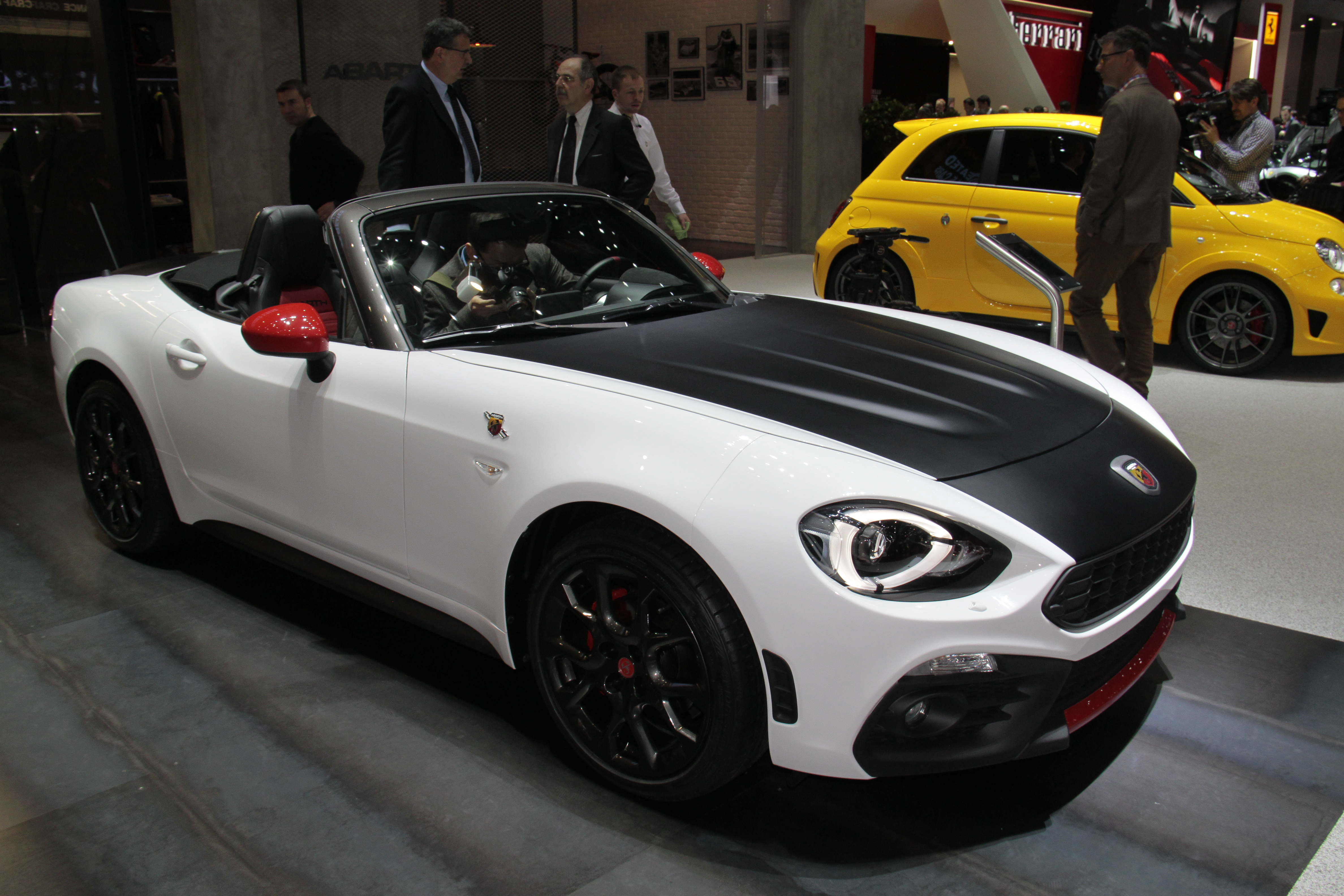
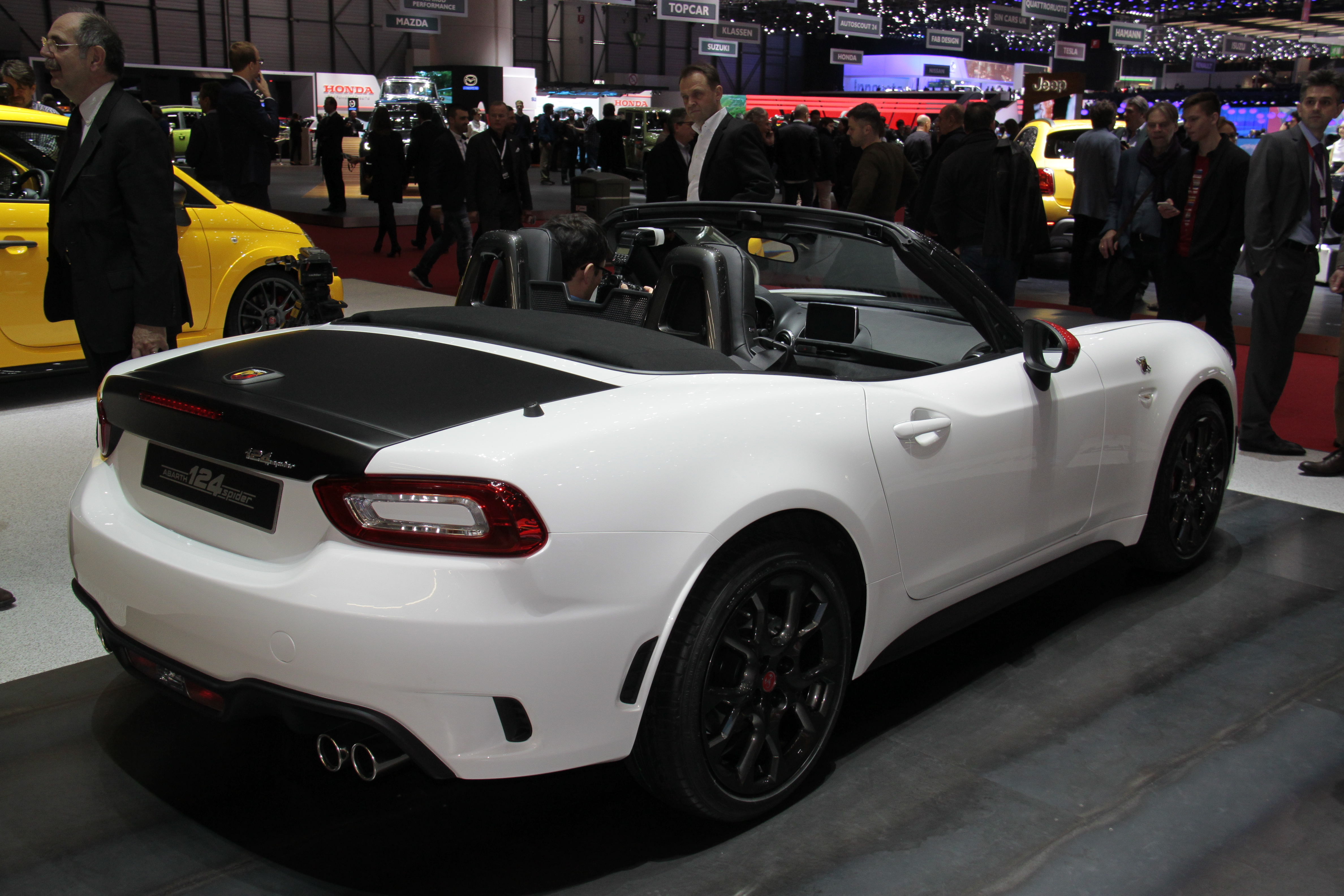

### Les différentes versions
- Abarth 124 Spider.

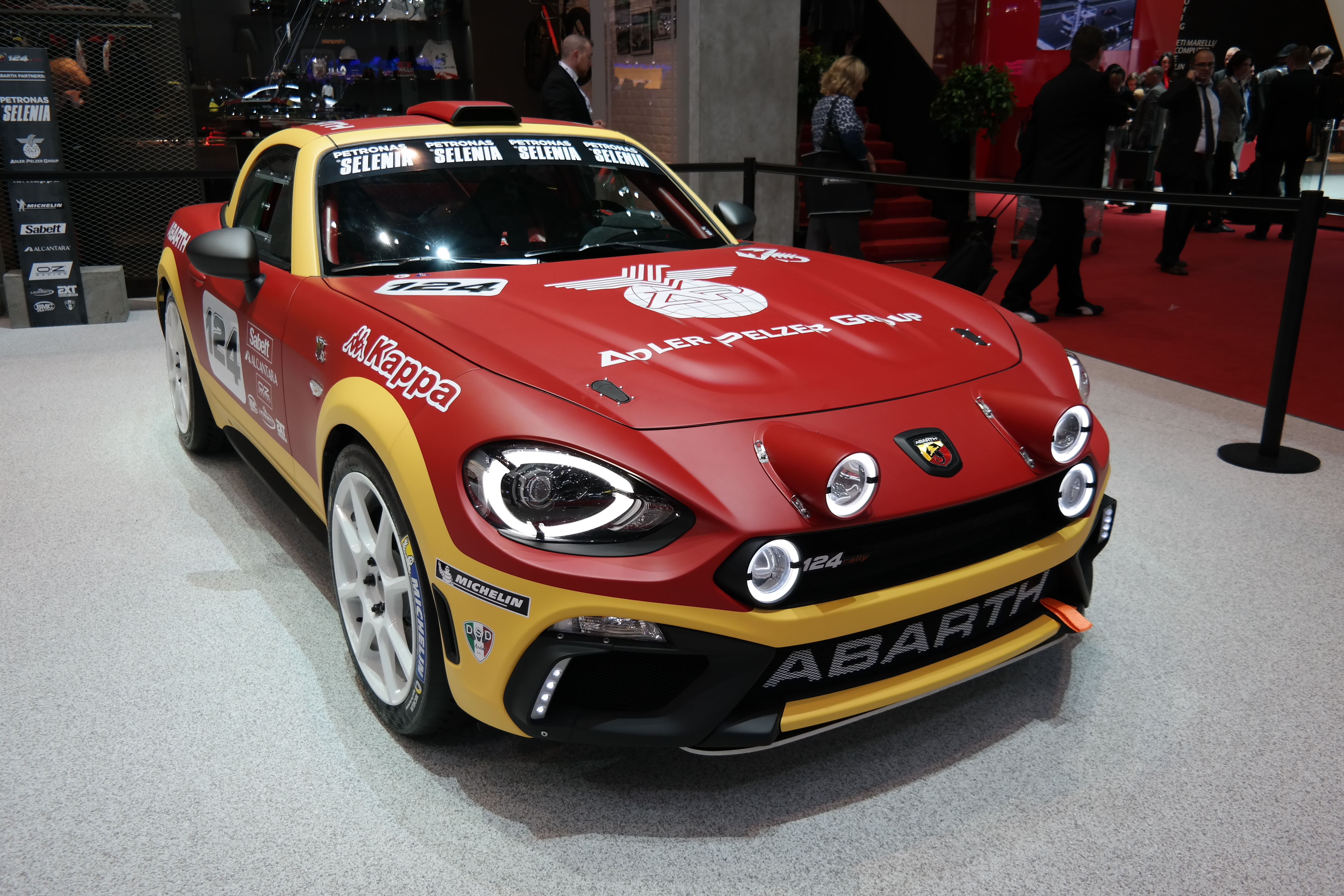
Abarth 124 Rally.

- Abarth 124 Spider Scorpione : en noir uniquement et sans pack.
- Abarth 124 GT : équipé d'un toit rigide en fibre de carbone.
- Abarth 124 Rally : véhicule homologué pour la compétition uniquement dans la catégorie FIA R-GT.
- Abarth 124 70 ans.
- Abarth 124 Rally Tribute.

### Caractéristiques

#### Carrosserie
Son poids est de 1 060 kg, soit 10 kilos de plus que la version de base. Avec la boite de vitesses automatique, elle pèse 1 080 kg.
La version GT est représentée au Salon de Genève en mars 2018 avec un toit rigide en fibre de carbone qui ne pèse que 16 kg,. Elle disposera également de jantes alu plus légère avec un gain de 3 kg chacune.

#### Mécanique
Elle dispose d'un différentiel autobloquant mécanique et un échappement Record Monza à 4 sorties avec soupape Dual Mode. Elle est montée sur des amortisseurs Bilstein et est équipée d'un système de freinage Brembo (pour les modèles 2016 et 2017, en 2018 la version de base n'y a plus droit, ni au cuir, ceci étant réservée désormais à la version appelée "Turismo".
La voiture est livrable avec une boîte de vitesses manuelle à 6 rapports ou séquentielle avec palettes au volant. Grâce au Dual Mode Selector, on peut choisir le comportement routier entre les modes "normal" ou "sport". La sélection porte sur une modification du couple, du temps de réponse de l'accélérateur, la puissance du servofrein, la vitesse de changement des rapports, la gestion du système de contrôle de traction et de stabilité de la voiture. Tous ces dispositifs peuvent être désactivés par le conducteur.

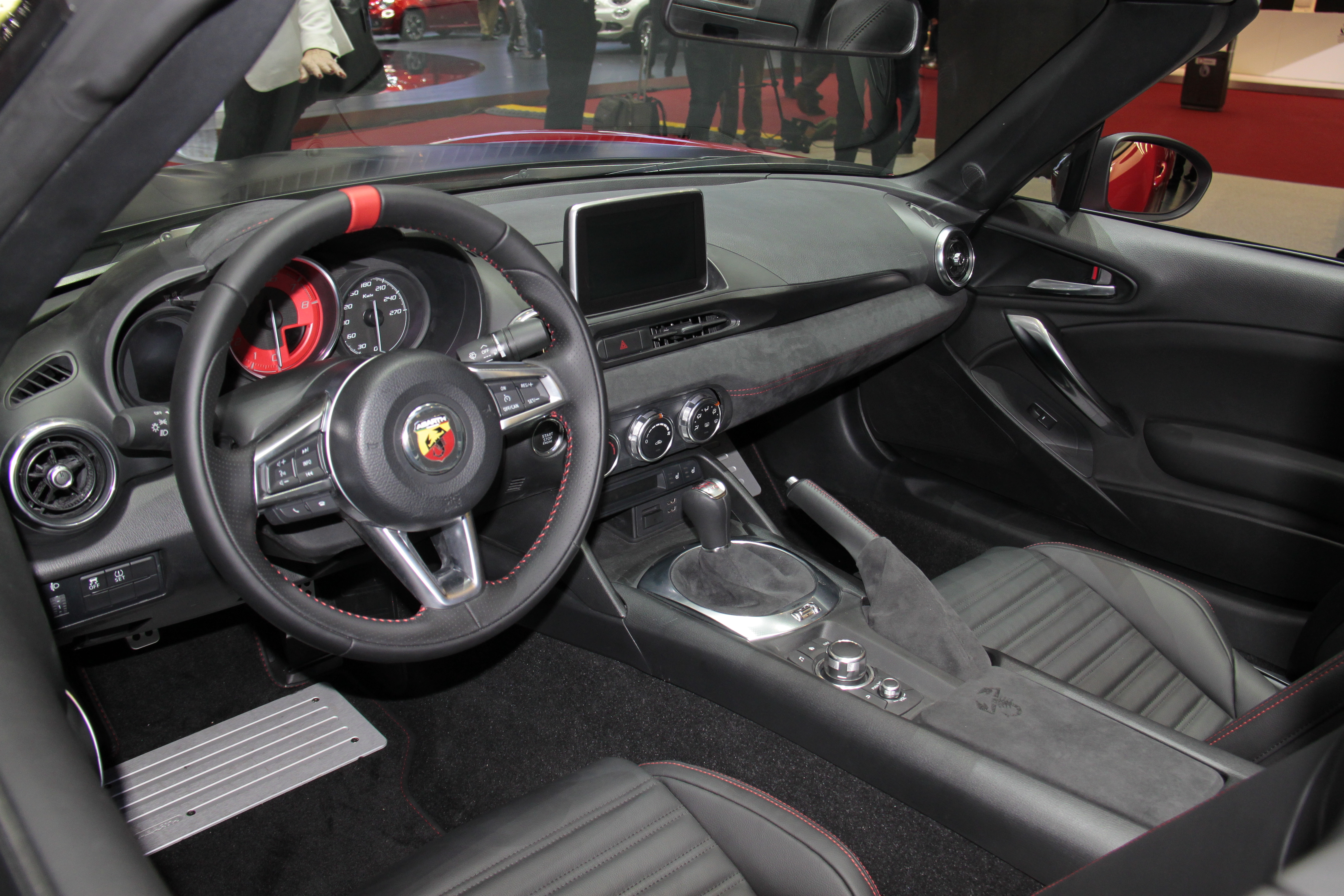

#### Motorisation
La 124 Spider Abarth a deux motorisations différentes de quatre cylindres lors de son lancement (en essence uniquement). 
- le MultiAir quatre cylindres en ligne à injection indirecte 1,4 litre avec turbocompresseur faisant 170 ch. Disponible sur les 124 Spider Abarth européen et USA.

En septembre 2016, la version course de l'Abarth 124 Spider a été engagée au Rallye de Rome. C'est une version "Sport" plus musclée équipée d'un moteur Fiat-Abarth 1 800 cm3 développant 300 ch DIN.
Vendue comme étant la version la plus exclusive, l'Abarth 124 GT ne fait pas l'objet d'une série limitée et conserve la même motorisation que le Spider classique.
| Modèle                                                  | Construction      | Moteur + Nom                       | Cylindrée         | Performance                    | Couple                 | 0 à 100 km/h | Vitesse maxi | Consommation + CO2    |
| 124 Spider Abarth (boite manuelle ou automatique)       | 03/2016 - 11/2019 | 4 cylindres en ligne Fiat MultiAir | 1 368 cm3 (1,4 L) | 125 kW (170 ch) à 5 500 tr/min | 250 N m à 2 500 tr/min | 6,7 s        | 232 km/h     | 6,4 l/100 km 148 g/km |
| 124 Spider Abarth USA* '(boite manuelle ou automatique) | 06/2016 - 11/2019 | 4 cylindres en ligne Fiat MultiAir | 1 368 cm3 (1,4 L) | 125 kW (170 ch) à 5 500 tr/min | 250 N m à 2 500 tr/min | 6,8 s        | 232 km/h     | 6,4 l/100 km 148 g/km |
| 124 Abarth GT (boite manuelle ou automatique)           | 03/2018 - 11/2019 | 4 cylindres en ligne Fiat MultiAir | 1 368 cm3 (1,4 L) | 125 kW (170 ch) à 5 500 tr/min | 250 N m à 2 500 tr/min |              |              |                       |
| 124 Abarth Rally (boite manuelle séquentielle)          | 06/2016 - 11/2019 | 4 cylindres en ligne Fiat MultiAir | 1 800 cm3 (1,8 L) | 221 kW (300 ch) à 6 500 tr/min |                        |              |              |                       |

* : les caractéristiques détaillées de la version USA sont consultables ICI.